# Theo Malade
Theodor Malade (* 23. Juli 1869 in Spremberg; † 19. Dezember 1944 in Heimarshausen) war ein deutscher Arzt und Schriftsteller.

## Leben
Malade war Sohn eines Tuchfabrikbesitzers. Seine Mutter verlor er in frühester Kindheit. Nach Gymnasialbesuch in Cottbus und Guben studierte er zunächst an der Universität Greifswald Rechtswissenschaften, dann aber in Greifswald und Berlin Medizin. Nach Promotion zum Dr. med. 1896 und Assistententätigkeit in Berlin arbeitete er ab 1897 als Arzt in Treptow an der Tollense in der Provinz Pommern.
Während des Zweiten Balkankrieges wurde er 1913 vom Roten Kreuz auf eine viermonatige wissenschaftliche Reise nach Serbien entsandt. Mit Beginn des Ersten Weltkriegs war er zunächst als Arzt an der Westfront tätig und geriet zeitweilig mit dem pommerschen Kriegslazarett in französische Kriegsgefangenschaft. Nach seiner Entlassung aus der Gefangenschaft wurde er in Flandern und im folgenden Jahr in Russland eingesetzt. 1915 gehörte er der deutschen Truppe an, die einen osmanischen Angriff auf den Sueskanal unterstützte. Danach war er unter Otto Liman von Sanders in Smyrna stationiert und wurde zuletzt an die Mesopotamienfront entsandt. Wegen einer schweren Fiebererkrankung musste er fünf Monate in Aleppo verbringen. 
1917 zog er nach Bad Kösen in der Provinz Sachsen, wo er die Leitung eines Reservelazaretts übernahm und sich nach Kriegsende niederließ. Er heiratete eine Tochter des aus Pommern stammenden Generals von Röhl.
Er veröffentlichte als Schriftsteller mehrere Novellen, Gedichte, Romane und Theaterstücke. Darunter sind auch solche mit Bezug zu Pommern;  in der Anthologie „Pommersche Literatur – Proben und Daten“ (1969) ist er mit einem Gedicht und dem Beginn einer Erzählung vertreten. In seiner zuerst erschienenen Novellensammlung Geschichten von der Scholle (1901) verarbeitete er die Beobachtungen aus seiner Zeit in Pommern. Mit seinem ersten Roman Hilfsprediger thematisierte er die Gefahren der Syphilis. Sein Theaterstück Lebenskünstler (1904) über das Leben eines Arztes wurde erfolgreich auf zahlreichen Bühnen Deutschlands aufgeführt. Zugleich brachte es ihm eine Anklage wegen Beleidigung ein, da sich ein ebenfalls in Treptow a. d. T. praktizierender Arzt in dem rücksichtslosen und ränkevollen Lebenskünstler, dem Gegenspieler des Protagonisten wiederzuerkennen glaubte. Das Gericht sprach Malade jedoch frei.
1912 veröffentlichte er den Roman Herrn Bredenfelds Erbe, in dem er das Leben auf dem Lande in Pommern zwischen 1870 und 1897 schilderte. Das Werk sollte ursprünglich ein Kulturbild aller damaligen Stände werden, wurde von ihm dann aber aus verkäuferischen Erwägungen auf die Landwirtschaft beschränkt. Die später herausgegebene Geschichte vom lütten Snieder, die mit dem „Heldentod“ des lütten Snieders im Kampf gegen die Herero endet, stammt aus der ursprünglichen Romanfassung.
Während des Ersten Weltkriegs verfasste er die Feldbriefe eines Arztes, die in der Gartenlaube veröffentlicht wurden. Seine Kriegserlebnisse verarbeitete er im Roman Der Wanderer am Strick und in dem Theaterzyklus Märtyrer.
Bei Geba in der thüringischen Rhön erinnert ein „Dr.-Malade-Rundweg“ an ihn.

## Werke (Auswahl)
- Geschichten von der Scholle. Sattler, Braunschweig 1901.
- Hilfsprediger. Hermann Walther, Berlin 1902.
- Lebenskünstler. Schauspiel in fünf Akten, 1904.
- Herrn Bredenfelds Erbe. 1912.
- Die Geschichte vom lütten Schnieder. Fleischel, Berlin 1914.
- Aus einer kleinen Universität. J. F. Lehmanns Verlag, München Berlin 1938 (zur Universität Greifswald).
- Geister der Tiefe. 1941.